# Ceraphron parvalatus
Ceraphron parvalatus är en stekelart som beskrevs av Paul Dessart 1966. Ceraphron parvalatus ingår i släktet Ceraphron och familjen pysslingsteklar. Inga underarter finns listade i Catalogue of Life.